# Cerro Ciénaga Grande
Ciénaga Grande es una montaña de la cordillera de los Andes, localizado en el departamento La Poma en la provincia argentina de Salta, con una altitud de 6.030 metros sobre el nivel del mar.